# Kanton Mühlhausen

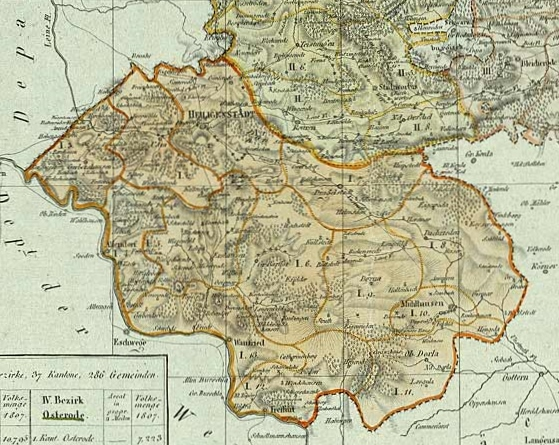
Der District Heiligenstadt mit Mühlhausen am südöstlichen Rand

Der Kanton Mühlhausen  war eine Verwaltungseinheit im Distrikt Heiligenstadt des Departements des Harzes im napoleonischen Königreich Westphalen. Hauptort des Kantons und Sitz des Friedensgerichts war der Ort Mühlhausen im heutigen thüringischen Unstrut-Hainich-Kreis. Die seit 1802 preußische Stadt Mühlhausen, Hauptort des Gebiets der ehemaligen Reichsstadt Mühlhausen, war der einzige Ort des Kantons neben einigen zur Stadt gehörigen Gütern und Kleinsiedlungen. Kantonmaire war Christian Gottfried Stephan.
Zum Kanton gehörten die Ortschaften:
- Stadt Mühlhausen, mit dem Forsthaus Weißes Haus
- Popperode (Wüstung)
- Sambach (Gut)
- Pfafferode (Gut)
- Emilienhausen